# 20062 Matthewgriffin
A 20062 Matthewgriffin (ideiglenes jelöléssel (20062) 1993 QB3) egy marsközeli kisbolygó. Eleanor F. Helin fedezte fel 1993. augusztus 20-án.